# Uhrovské Podhradie
Uhrovské Podhradie est un village de Slovaquie situé dans la région de Trenčín.

## Histoire
Première mention écrite du village en 1481.

## Démographie

### Évolution de la population
| Année:               | 1994. | 2004.    | 2014.    | 2024.  |
| -------------------- | ----- | -------- | -------- | ------ |
| Nombre de personnes: | 66    | 46       | 40       | 43     |
| Différence:          |       | -30,30 % | -13,04 % | +7,5 % |

| Année:               | 2023. | 2024.   |
| -------------------- | ----- | ------- |
| Nombre de personnes: | 42    | 43      |
| Différence:          |       | +2,38 % |